# شهریار جمشیدی
شهریار جمشیدی (زاده ۱۳۵۰ کرمانشاه) آهنگساز و نوازنده کمانچه کرد است بیشتر فعالیت وی در زمینه موسیقی کردی است. در چندین گروه موسیقی عضویت و فعالیت داشته و در بسیاری از شهرهای ایران اجرای کنسرت داشته‌است، از جمله گروه چکاد به سرپرستی علیرضا جواهری و همکاری با بهمن رجبی. او گروه دیلان را در سال ۱۳۸۳ با هدف آهنگسازی، بازسازی، معرفی و ترویج موسیقی هنری کردستان تأسیس نمود. جمشیدی اجراهای مستقلی را با گروه دیلان از جمله کنسرت تهران تالار رودکی را داشته‌است، وی همچنین اجراهای دیگری در کشورهای آذربایجان، ارمنستان، سوئیس، هلند، کانادا و آمریکا داشته‌است.

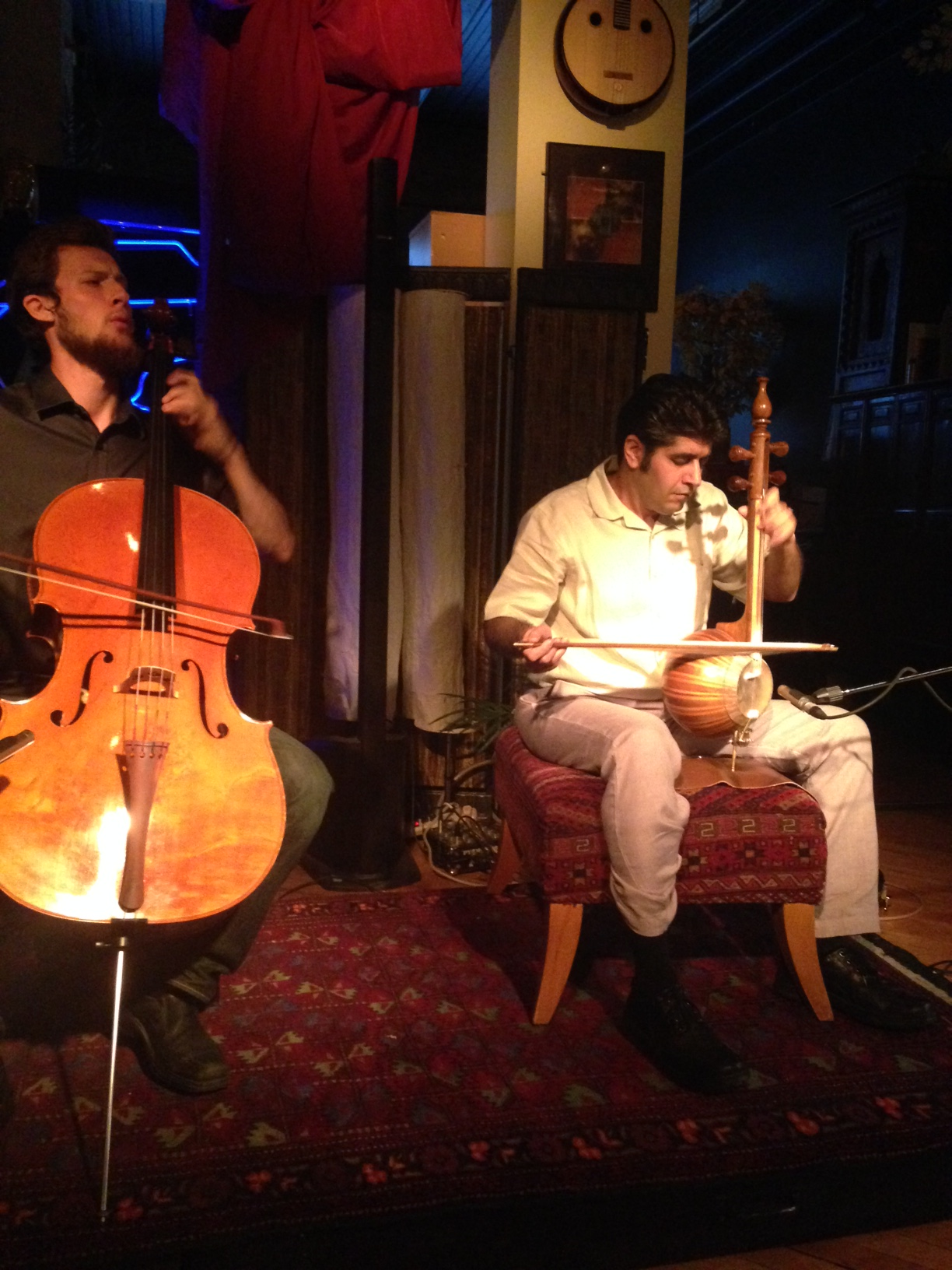
شهریار جمشیدی در حال نواختن کمانچه (راست)

## آلبوم‌ها
- الوناتی: اثری بر اساس موسیقی کردی و ترانه‌های منطقه گرمیان در حاشیه الوند در کردستان عراق و قصر شیرین و سرپل ذهاب در کردستان ایران کرمانشاه می‌باشد. اشعار ترانه‌ها و آواز این آلبوم اثر یدالله رحمانی می‌باشد.[۷][۱۸]
- آوای کوهستان
- گلی زرد: آلبومی با کلام و ارکسترال است که برای گروه کمانچه و سازهای کوبه ای آهنگسازی شده‌است و به زبان کردی سورانی می‌باشد.[۱۹] اشعار این آلبوم مجموعه‌ای از آثار شاعران کلاسیک کرد عبدالرحمان شرفکندی، پیرمرد (شاعر) و شاعر نو پرداز عبدالله پشیو می‌باشد که به مردم کوبانی تقدیم شده‌است.[۸][۹][۲۰]
- کمانچلو: اولین آلبوم گروه کمانچلو[۲۱] است که با دو ساز کمانچه و ویلنسل بر اساس بداهه نوازی که قدمتی دیرینه در موسیقی شرق و غرب دارد اجرا و ضبط گردیده‌است.[۱۱][۲۲][۲۳][۲۴]
- لالایی‌های یک کوچنده (The Lullaby of a Nomad) : آلبوم تکنوازی کمانچه است که بر اساس موسیقی کلاسیک کردستان آهنگسازی و نواخته شده‌است.[۲۵]